# Marmarahavet
Marmarahavet (egentlig 'marmorhavet' efter de store marmorforekomster på øerne midt i havet) er et hav, der forbinder Sortehavet med Ægæerhavet. Havet er ca. 11.500 km² stort og op til 1.261 m dybt.